# Переменная типа SX Феникса
Переменные типа SX Феникса (SXPHE) — тип переменных звёзд, показывающих краткие периодические пульсации с переменной амплитудой изменения блеска, которая может достигать 0,7m на временных масштабах 0,03-0,08 дней (0,7-1,9 часа). Они являются пульсирующими субкарликами сферической составляющей или старой составляющей диска Галактики спектральных классов А2-F5; y этих объектов может одновременно наблюдаться несколько периодов колебаний, как правило, от 0,04 до 0,08 дней. По сравнению с Солнцем, эти звёзды имеют меньшую металличность, что означает, что они имеют пониженное содержание элементов, тяжелее водорода и гелия. Кроме того, они обладают сравнительно высокой пространственной скоростью и низкой светимостью для звёзд своего класса. Эти свойства отличают переменные типа SX Феникса от демонстрирующих сходное поведение переменных типа Дельта Щита: последние имеют более длительные периоды переменности, большую металличность и большие амплитуды изменения блеска.
Переменные типа SX Феникса можно обнаружить в первую очередь в шаровых скоплениях и галактических гало. Цикл переменности описывается зависимостью период — светимость. Все известные переменные типа SX Феникса в шаровых скоплениях являются голубыми отставшими звёздами. Эти звёзды имеют более высокую температуру поверхности, чем звезды главной последовательности в том же скоплении, которые имеют аналогичную светимость.

## Список переменных типа SX Феникса
| Звезда               | Максимум видимой звёздной величины | Минимум видимой звёздной величины | Период (в днях) | Спектральный класс |
| -------------------- | ---------------------------------- | --------------------------------- | --------------- | ------------------ |
| SX Феникса           | 6.76                               | 7.53                              | 0.055           | A2V                |
| HD 94033             | 9.46                               | 10.26                             | 0.060           | B9III/IV           |
| DY Пегаса            | 10.00                              | 10.56                             | 0.073           | F5                 |
| CY Водолея           | 10.42                              | 11.20                             | 0.061           | B8                 |
| AE Большой Медведицы | 10.86                              | 11.52                             | 0.086           | A9                 |
| XX Лебедя            | 11.28                              | 12.13                             | 0.135           | A5-F5              |
| BL Жирафа            | 12.92                              | 13.25                             | 0.039           |                    |
| BX Скульптора        | 13.42                              | 13.71                             | 0.037           | A                  |

## Комментарии
1. 1 2  двойной режим